# ستيفي جو
ستيفي جو (بالإنجليزية: Stevie Joe) هو رابر أمريكي، ولد في القرن العشرين في أوكلاند في الولايات المتحدة.

## وصلات خارجية
- ستيفي جو على موقع ميوزك برينز (الإنجليزية)
- ستيفي جو على موقع أول ميوزيك (الإنجليزية)
- ستيفي جو على موقع ديسكوغز (الإنجليزية)